# 美花圆叶筋骨草
美花圆叶筋骨草（学名：Ajuga ovalifolia var. calantha）是唇形科筋骨草属圆叶筋骨草的变种。分布于中国大陆的四川、甘肃等地，生长于海拔3,000米至4,300米的地区，多生于沙质草坡以及瘠薄的山坡上，目前尚未由人工引种栽培。